# Contea di Longnan
La contea di Longnan (龙南县S, Lóngnán XiànP) è una contea della Cina, situata nella provincia di Jiangxi e amministrata dalla prefettura di Ganzhou.